# Campomanesia aurea
Campomanesia aurea är en myrtenväxtart som beskrevs av Otto Karl Berg. Campomanesia aurea ingår i släktet Campomanesia och familjen myrtenväxter.

## Underarter
Arten delas in i följande underarter:
- C. a. aurea
- C. a. hatschbachii